# Maruja Leiva
María Luisa Leiva, nombre artístico Maruja Leiva (Caracas, Venezuela) es una exbailarina, coreógrafa y maestra venezolana, parte de la generación que inició la actividad dancística en el país por los años 1940.

## Biografía
Inició sus estudios de ballet en Caracas en la Escuela Nacional de Ballet, dirigida por Nena Coronil, continuándolos en la Academia Interamericana de Ballet con los maestros Henry Danton, Lyn Golding y Harry Asmus.
En 1957 ingresó al Ballet Nacional de Venezuela bajo la dirección artística de Irma Contreras. Con esta compañía inició su etapa coreográfica con la creación de la pieza Episodio (mus. A. Von Webern) estrenado en 1965. 
Viajó a Londres en 1967 a estudiar nuevas disciplinas y técnicas del ballet para aplicarlas a la docencia. Al regresar, en 1968, se une a la Escuela Nacional de Danza del Instituto Nacional de Cultura y Bellas Artes (INCIBA), fundada por Elías Pérez Borjas.
En 1975 se creó el Ballet Internacional de Caracas bajo la dirección artística de Vicente Nebrada y Maruja Leiva fue convocada por Nebrada para dictar clases, luego llegó a ser Asistente a la Dirección Artística.
En 1980, participó en el equipo planificador del Instituto Superior de Danza, que se fundó en 1982 y del cual fue maestra de ballet, y funda Danzarte. 
En 1984, al asumir Vicente Nebrada la Dirección Artística del Ballet Nacional de Caracas, Maruja fue convocada nuevamente por Nebrada para que se encargara de dictar las clases y de la Asistencia a la Dirección Artística de la compañía.
Ha sido profesora de danza clásica y coreógrafa de diversas compañías como Espacio Alterno, Acción Colectiva, Thejadanza Teatro, Danza América, Voces Blancas de Venezuela, Escuela de Ballet Fanny Montiel y la Universidad Nacional Experimental de las Artes (UNEARTE).

## Premios
- Premio Nacional de Cultura 2006-2007[3]